# Centre des nouvelles industries et technologies
Centre des nouvelles industries et technologies (CNIT) – pierwszy budynek zbudowany w La Défense, na zachodzie Paryża. Swój charakterystyczny kształt zawdzięcza trójkątnej działce, którą zajmuje, zastępując stare fabryki Zodiac na terenie Puteaux. Zbudowany w 1958 roku CNIT przeszedł dwie restrukturyzacje, zakończone w 1988 i 2009 roku. Zarządza nim firma Viparis. 